# 勇知駅
勇知駅（ゆうちえき）は、北海道稚内市抜海村字上勇知にある北海道旅客鉄道（JR北海道）宗谷本線の駅である。電報略号はユチ。事務管理コードは▲121848。駅番号はW77。
2025年（令和7年）3月15日以降、日本最北の無人駅である。

## 歴史

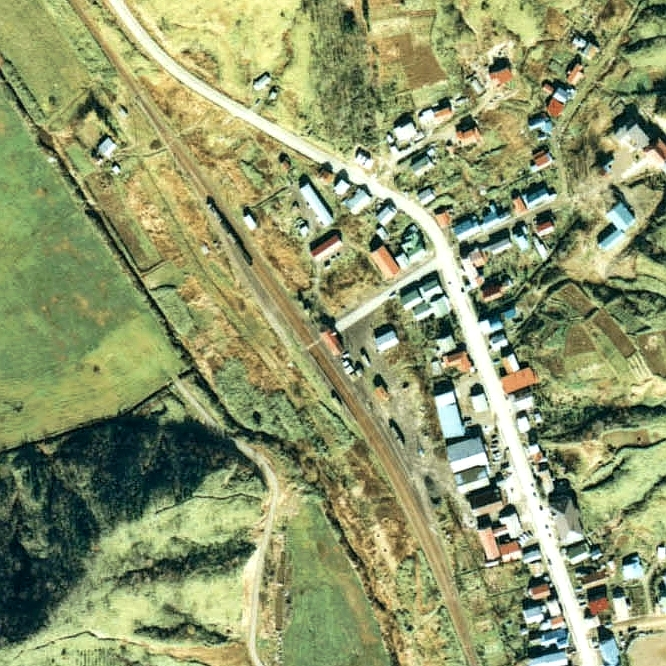
1977年の勇知駅と周囲約500m範囲。左上が稚内方面。相対式ホーム2面2線と駅舎横名寄側に貨物積卸場と引込み線がある。外側の稚内側にも引込み線がある。

- 1924年（大正13年）6月25日：鉄道省天塩北線稚内駅（現・南稚内駅） - 兜沼駅間開通に伴い開業[4][5]。一般駅[1]。
- 1926年（大正15年）9月25日：天塩南線と天塩北線を統合し線路名を天塩線に改称、それに伴い同線の駅となる[5]。
- 1930年（昭和5年）4月1日：天塩線を宗谷本線に編入、それに伴い同線の駅となる[5]。
- 1949年（昭和24年）6月1日：公共企業体である日本国有鉄道に移管。
- 1982年（昭和57年）11月15日：貨物取扱い廃止[1]。
- 1984年（昭和59年）
  - 2月1日：荷物取扱い廃止[1]。
  - 11月10日：合理化により無人化[6]。
- 1985年（昭和60年）7月：駅舎改築、貨車駅舎となる[7]。
- 1987年（昭和62年）4月1日：国鉄分割民営化により、北海道旅客鉄道（JR北海道）の駅となる[1][5]。
- 2025年（令和7年）3月15日：抜海駅の廃止に伴い[JR北 1]、当駅が日本最北の無人駅となる[3]。

### 駅名の由来
当駅の所在する地域名（字名）より。地域名は、アイヌ語の「イオッイ（イオチ）〔i-ot-i（i-otci）〕」〔それ（＝蛇）・多くいる・ところ〕に由来する。

## 駅構造
単式ホーム1面1線を有する地上駅。ホームは線路の東側（稚内方面に向かって右手側、旧2番線）に存在する。かつては相対式ホーム2面2線を有する列車交換可能駅で、駅舎側（東側）が上りの2番線、対向ホームが下りの1番線となっていた。ほかに1番線側に稚内方から分岐した側線を1本有していた。当時、互いのホームは駅舎側ホーム中央と対向ホーム北側を結んだ構内踏切で連絡していた。
稚内駅管理の無人駅。開業時からの駅舎は改築され、ヨ3500形車掌車を改造した貨車駅舎となっている。駅舎は構内の東側に位置し、ホームに接している。駅舎内にトイレを有する。
2024年8月、ホーロー製の駅名標が盗難被害に遭ったという。

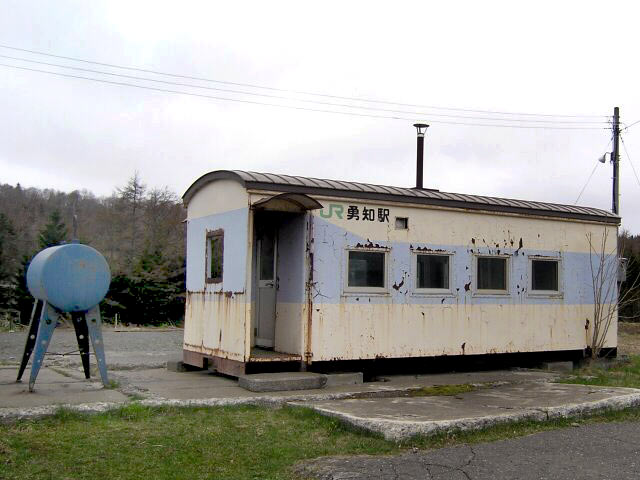
外壁改修前の駅舎（2005年5月）
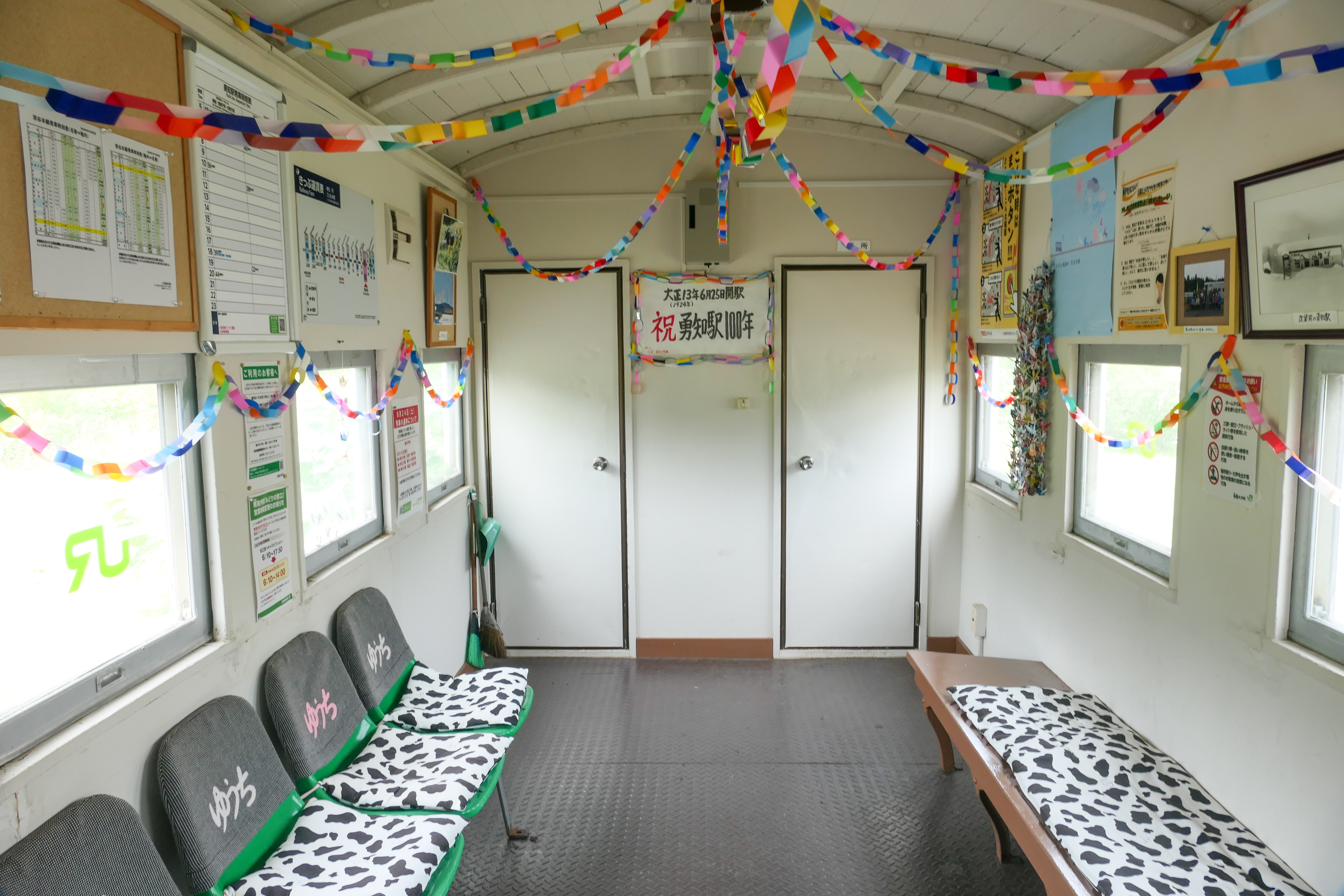
駅舎内（2024年8月）
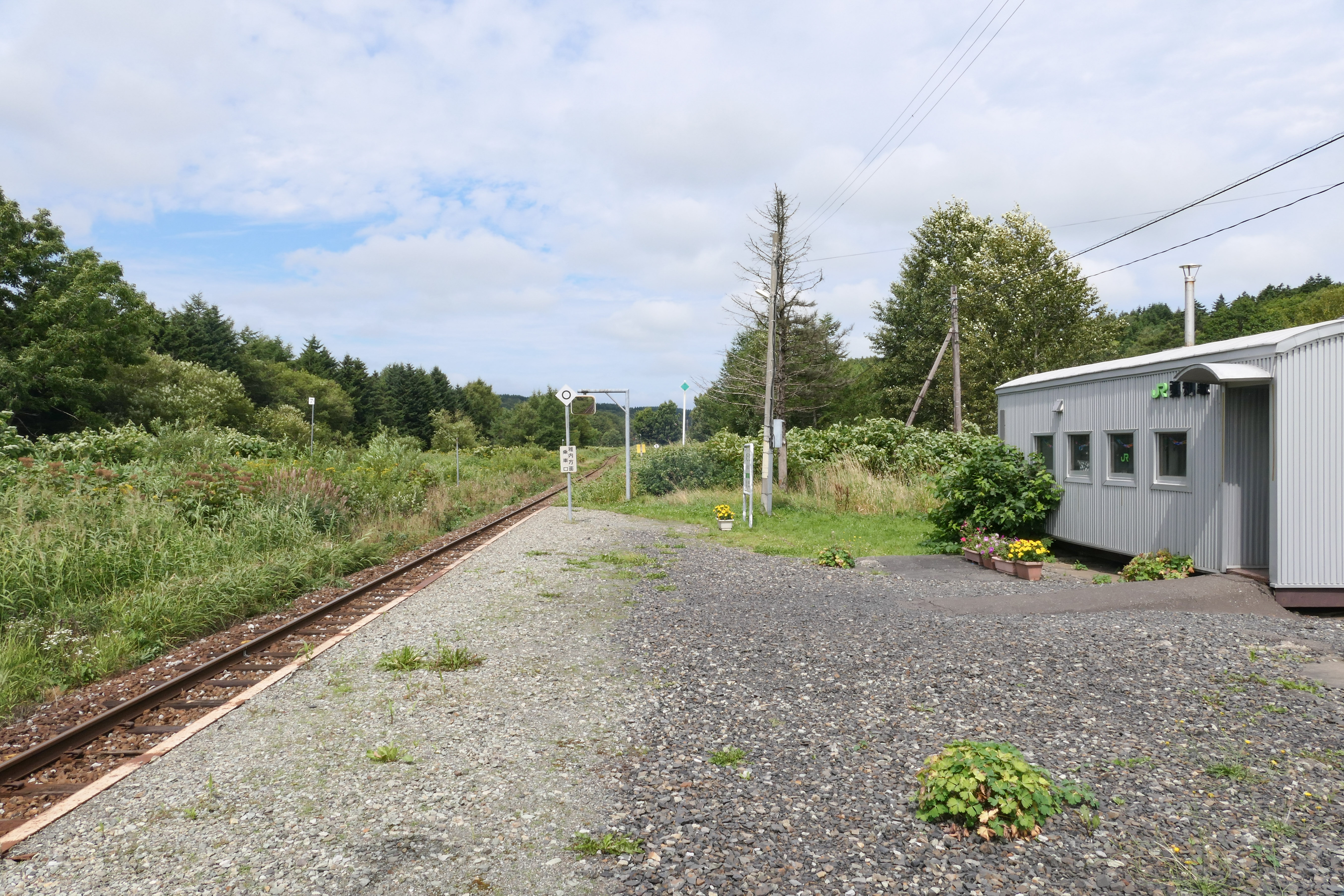
ホーム（2024年8月）
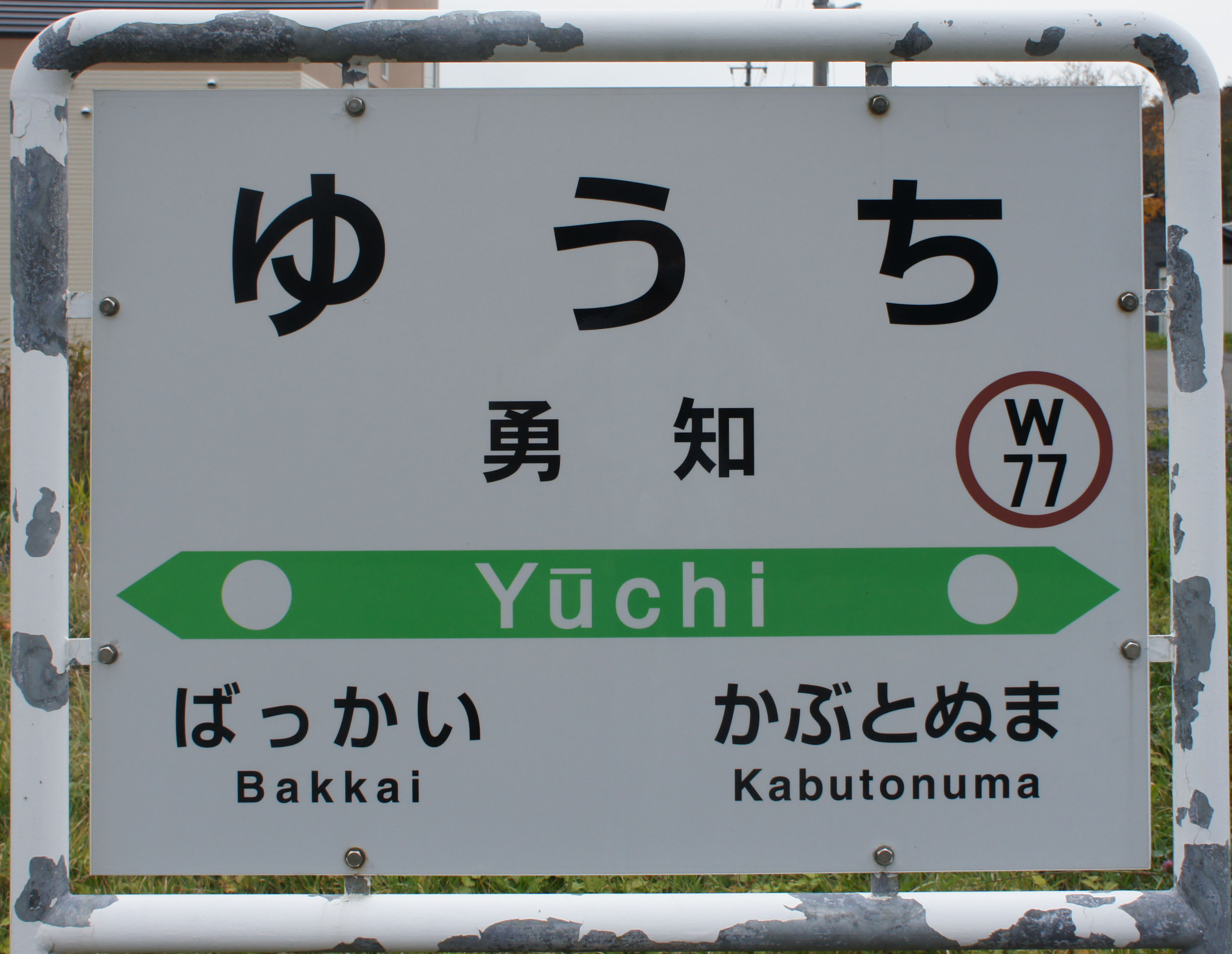
駅名標（2017年10月）

## 利用状況
乗車人員の推移は以下のとおり。年間の値のみ判明している年については、当該年度の日数で除した値を括弧書きで1日平均欄に示す。乗降人員のみが判明している場合は、1/2した値を括弧書きで記した。
また、「JR調査」については、当該の年度を最終年とする過去5年間の各調査日における平均である。
| 年度               | 乗車人員 | 乗車人員 | 乗車人員 | 出典        | 備考         |
| 年度               | 年間     | 1日平均  | JR調査   | 出典        | 備考         |
| ------------------ | -------- | -------- | -------- | ----------- | ------------ |
| 1935年（昭和10年） | 9,760    | (26.7)   |          | [ 14 ]      |              |
| 1949年（昭和24年） | 37,134   | (101.7)  |          | [ 14 ]      |              |
| 1968年（昭和43年） | 52,438   | (143.7)  |          | [ 15 ]      |              |
| 1970年（昭和45年） | 43,236   | (118.5)  |          | [ 15 ]      |              |
| 1975年（昭和50年） | 26,956   | (73.9)   |          | [ 15 ]      |              |
| 1978年（昭和53年） |          | 63       |          | [ 16 ]      |              |
| 1980年（昭和55年） | 20,248   | (55.5)   |          | [ 15 ]      |              |
| 1981年（昭和56年） |          | (28.0)   |          | [ 10 ]      | 乗降人員56人 |
| 1992年（平成04年） |          | (22.0)   |          | [ 9 ]       | 乗降人員44人 |
| 2011年（平成23年） |          | (0.0)    |          | [ 17 ]      | 乗降人員0人  |
| 2012年（平成24年） |          | (1.0)    |          | [ 17 ]      | 乗降人員2人  |
| 2013年（平成25年） |          | (1.0)    |          | [ 17 ]      | 乗降人員2人  |
| 2014年（平成26年） |          | (2.0)    |          | [ 17 ]      | 乗降人員4人  |
| 2015年（平成27年） |          |          | 10名以下 | [ JR北 2 ]  |              |
| 2016年（平成28年） |          |          | 3.6      | [ JR北 3 ]  |              |
| 2017年（平成29年） |          |          | 3.0      | [ JR北 4 ]  |              |
| 2018年（平成30年） |          |          | 3.8      | [ JR北 5 ]  |              |
| 2019年（令和元年） |          |          | 4.0      | [ JR北 6 ]  |              |
| 2020年（令和02年） |          |          | 3.8      | [ JR北 7 ]  |              |
| 2021年（令和03年） |          |          | 4.4      | [ JR北 8 ]  |              |
| 2022年（令和04年） |          |          | 4.4      | [ JR北 9 ]  |              |
| 2023年（令和05年） |          |          | 3.0      | [ JR北 10 ] |              |

## 駅周辺
小さな集落が広がる。
- 市立稚内病院附属上勇知診療所
- 稚内警察署勇知駐在所
- 勇知郵便局
- 上勇知ふるさと資料館（稚内市立上勇知小・中学校の廃校舎を活用）
- 悠遊ファーム（観光農園）
- 勇知川

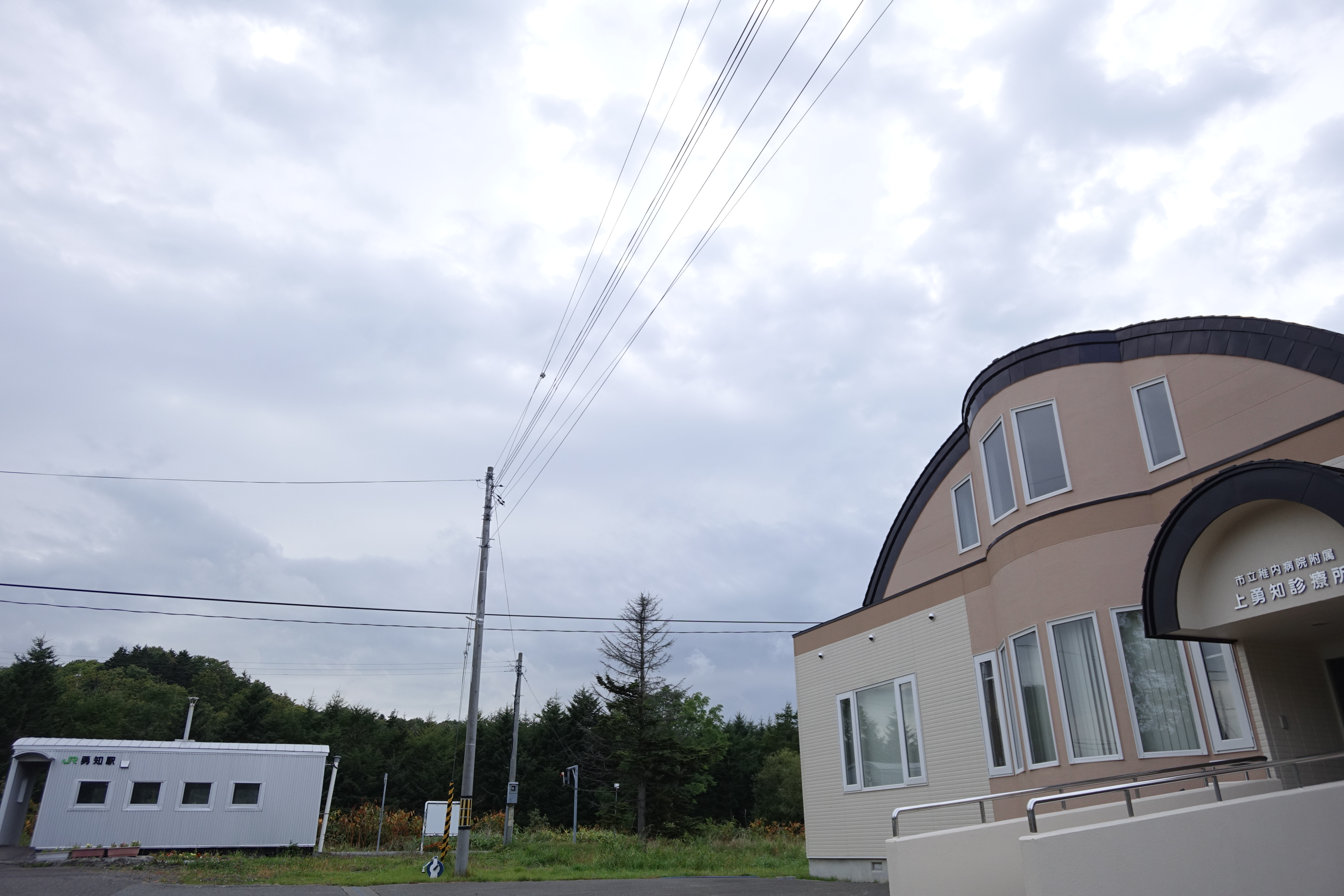
JR勇知駅と市立稚内病院附属上勇知診療所
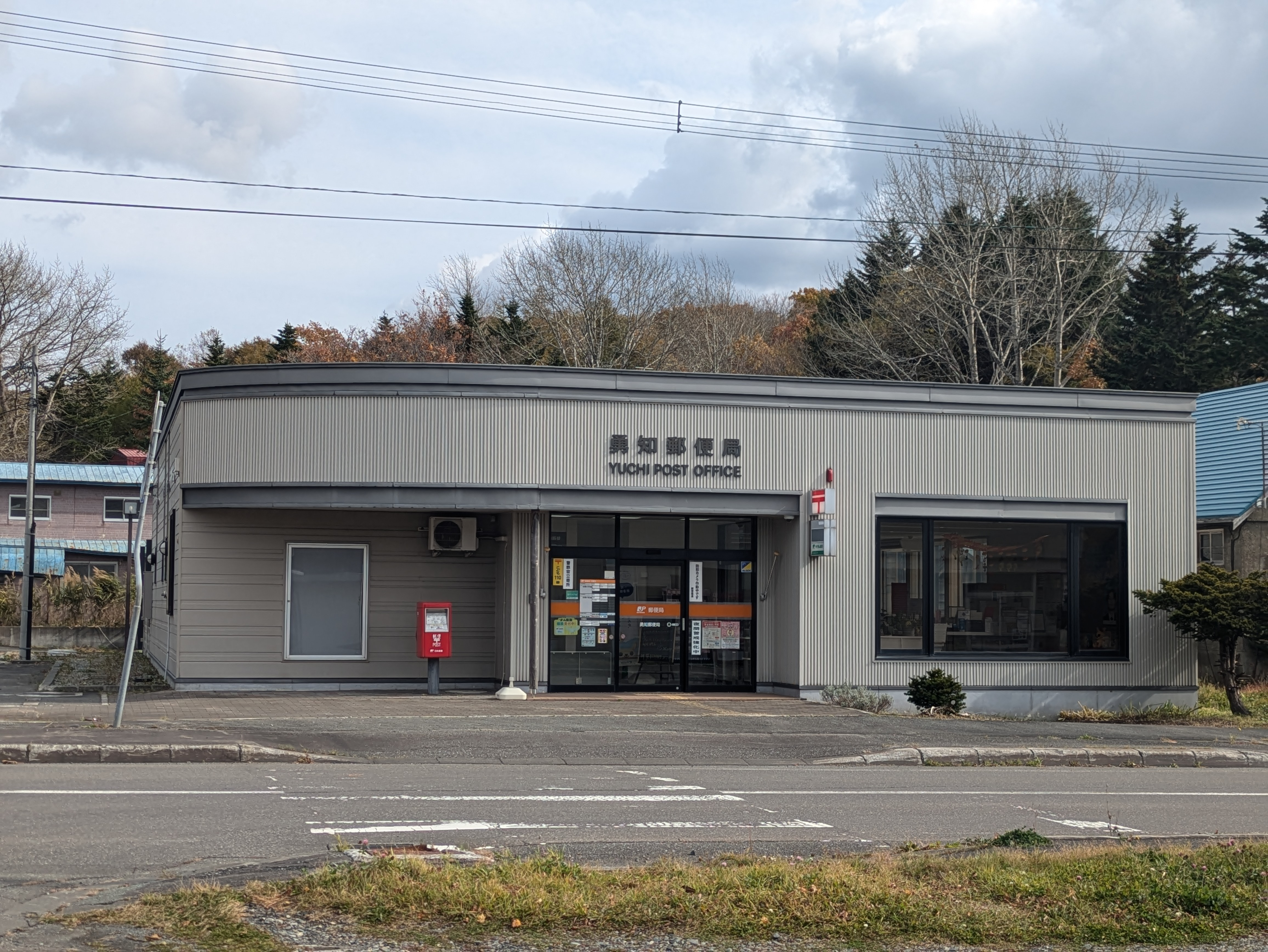
駅前に位置する勇知郵便局

## 簡易軌道勇知線
かつて当駅裏から勇知川河口の下勇知地区へ、簡易軌道勇知線が運行されていた。勇知駅前 - 下勇知間9.8km。動力は馬力で、農業開発が目的であった。

### 歴史
- 1944年（昭和19年）：勇知駅前 - 下勇知七線間工事着工（第一期）[18]。
- 1947年（昭和22年）：勇知駅前 - 下勇知間開通（全線開通）[18][注 2]。
- 1955年（昭和30年）頃：運行休止[18]。
- 1958年（昭和33年）：廃止[18][注 3]。

## 隣の駅
北海道旅客鉄道（JR北海道）
■宗谷本線
兜沼駅 (W76) - 勇知駅 (W77) - *抜海駅 (W78) - 南稚内駅 (W79)
*打消線は廃駅